# Enlace de hidrógeno de barrera baja
Un enlace de hidrógeno de barrera baja o LBHB (inglés: Low-Barrier Hydrogen Bond)es un tipo especial de enlace de hidrógeno. Este tipo de enlace es especialmente fuerte debido a que la distancia entre el aceptor y el donante es especialmente corta. En los enlaces de hidrógeno regulares (por ejemplo, la longitud del enlace O-H...O es al menos 2,8 Å), el ion hidrógeno pertenece claramente a uno de los heteroátomos. Cuando la distancia disminuye a cerca de 2,55 Å, el protón es libre de moverse entre los dos átomos (de ahí lo de barrera baja) y se forma el LBHB. Cuando la distancia disminuye aún más (< 2.29 Å), el enlace es caracterizado como un enlace de hidrógeno corto fuerte o SSHB (inglés: Short-Strong Hydrogen Bond).
Los enlaces de hidrógeno de barrera baja son especialmente relevantes para la catálisis enzimática, porque cuando se forman en un estado de transición pueden acelerar significativamente reacciones que, de otro modo, serían muy difíciles.
Un enlace de hidrógeno de baja energía fue encontrado dentro de cierto tipo de compuestos corona mostrado a continuación:
En este compuesto, un protón se sienta confortablemente entre dos átomos de oxígeno de los grupos carbonilo de las amidas, separados por una distancia de 2,45 Å. No debería esperarse ahí, debido a que el anillo macrocíclico tiene ya dos unidades de amonio cuaternario cargadas positivamente.